# NTL (télécoms)
NTL (télécoms), ou National Transcommunications Limited, était un opérateur de télécom britannique privatisé en 1990, spécialisé dans le câble, et racheté en 1999 lors de la bulle Internet par France Télécom, avant de se retrouver en grandes difficultés financières.

## Histoire
Barclay Knapp et George Blumenthal, cofondateurs de la société de téléphone mobile Cellular Communications, revendue en 1996 à AirTouch, qui fusionnera avec Vodafone, ont également créé la société International CableTel en 1993. Leur objectif est de profiter de la déréglementation du marché du câble au Royaume-Uni. Ils réalisent une série d'acquisitions à partir de 1996 dont celle de National Transcommunications Limited (NTL), privatisée en 1990. En 1998, l'ensemble du nouveau groupe, spécialisé dans le câble, se rebaptise "NTL".
À la mi-juillet 1999, l’opérateur français France Télécom rachète 10 % du capital, opération assez mal accueillie par l'action France Télécom, qui a réagi et perdu 3 % à la Bourse de Paris. Le 27 juillet 1999 France Télécom a annoncé qu’il allait prendre jusqu'à 25 % du capital de NTL dont il deviendra l'actionnaire principal pour 5,4 milliards d'euros. NTL vient de réussir une OPA, évaluée à 82 milliards de francs, sur son rival et compatriote Cable & Wireless. Avec 4,2 millions d'abonnés, dont 2,8 millions pour NTL, le câble est alors plus développé en Angleterre qu'en France.
En novembre 2000, un étudiant anglais, Frank Whitestone, créé une communauté d'utilisateurs de NTL, avec un forum de discussion permettant de recenser tous les problèmes d'utilisation et de faiblesse des débits, qui freinent le surf. L'association nthellworld voit le jour et devient une société, qu'il revend pour rejoindre NTL. De son côté, NTL se retrouve alors vite en difficultés commerciale et financière à la fois, en raison d'un endettement record.
Dès avril 2002, NTL est proche de la faillite et tente un plan de restructuration de sa dette, qui atteint les 17 milliards de dollars. France Télécom ne détient qu'une minorité du capital mais se retrouve aussi en difficulté car il a garanti une série d’opérations financières réalisées par NTL. Dès février 2002, l'économiste Elie Cohen, spécialiste des télécoms, estime qu'il faut en passer par la dépréciation des moins-values sur Mobilcom, NTL et Orange, ce qui représente selon lui un enjeu financier de 20 à 30 milliards d’euros, dont près de 3 milliards d’euros pour NTL.